# Inferno (slovenski film)
Inferno je slovenski dramski film iz leta 2014. Napisal in režiral ga je Vinko Möderndorfer.

### Zgodba
Mlada družina z dvema otrokoma se znajde v finančni stiski. Glavni junak, tovarniški delavec Mare, vsak teden daruje kri za polovico klobase. Mama se zažge, otroci gredo v rejo, oče pa nekoga ubije z granitno kocko. Film poleg samosežiga vsebuje tudi brutalno fizično nasilje, zoglenelo truplo, eksplicitni seks, prometno nesrečo, v kateri umre na silo opiti sindikalist, in poskus operativne ostranitve ledvice v zameno za denar, ki jo preprodajalec zavrne zaradi genske napake.

### Financiranje
Projekt je stal 1.529.903 evrov. Podprli so ga Slovenski filmski center (750.000 evrov), Hrvaški avdiovizualni center (750.000 kn oz. 98.794 eur), Makedonska filmska agencija (5.000.000 MKD oz. 80.273 eur), Srbski filmski center (5.500.000 RSD oz. 48.793 evrov) in MEDIA, program Ustvarjalne Evrope EU (30.000 evrov).

## Sprejem pri kritikih in gledalcih

### Kritiki
Andraž Jerič je za revijo Ekran napisal, da je Inferno dramaturško ponesrečen film o stiskah malega človeka, ki izkorišča trpeče in odbija gledalce s svojim nemotiviranim in tragičnim glavnim junakom, nesmiselnim trpljenjem, pretiravanjem, nerazumevanjem teme, črnobelim slikanjem sveta (dobri delavci in slabi kapitalisti), fetišizacijo revščine in pokroviteljsko aroganco. Ustvarjalcem tovrstnih filmskih izdelkov je svetoval, naj se zgledujejo po celovečernih dokumentarcih, ki so veliko bolj iskreni. Poleg tega je omenil video na YouTube z naslovom Slovenski filmi so zanič, ki so ga posneli študenti AGRFT (vaja TV prispevek pri predmetu TV režija I), ko so na Tromostovju spraševali mimoidoče, kaj si mislijo o slovenskem filmu. Ljudje vseh starosti so meddrugim odgovarjali, da je zamorjen, depresiven, brez dogajanja in beden poskus posnemanja, čeprav so se lahko spomnili le starih naslovov. Študentom so se zdeli ljudje razvajeni in krivični, po Jeričevem mnenju pa je Inferno dober odgovor na to zagonetko, kar po njegovem postane dokončno jasno ob ogledu dokumentarca Kaj ti je film? (Sabina Đogić, 2013), v katerem Vinko Möderdorfer pripomne, da zanj odhod vsaj polovice gledalcev iz kinodvorane med predstavo pomeni, da je naredil dober film. Jerič je v tej izjavi vidil dokaz tipične arogance slovenskih ustvarjalcev, ki bi po njegovem morali neprijetna vprašanja o kvaliteti svojih izdelkov zastavljati sebi, preden se odločijo zopet naganjati svojo publiko.
Andrej Gustinčič je zapisal, da se gledalcu gnusi brezumen prikaz skrajnega nasilja ter režiserjeva naslada nad njim, ne pa kapitalizem. Zmotila sta ga tudi pošastni direktor, ki sprejema za lase privlečene odločitve ter glavni junak, ki je s svojim izbruhi že smešen. Zavrnil je oznako socialne drame, preveč je pogrešal humor, tople medčloveške odnose, optimizem in dobre like, ki bi ustvarili pristno vzdušje. Vsesplošni obup se mu je zdel vsiljen od režiserja, gledalec pa po njegovem lahko svoje zadovoljstvo najde le v ugotavljanju, kako daleč je Möderndorfer pripravljen iti v prizorih seksa in nasilja. Njegovi filmi so zanj groteske, prikazi uničenja človeškega duha in telesa. Pohvalil je njegove siceršnje tehnične sposobnosti in prejšnji film Predmestje, ker ta svojo grotesknost črpa iz likov.
Marcel Štefančič jr. nad tem, da film govori o delavcu, ni bil navdušen, saj Inferno le temu obesi vse nesreče sveta, to pretiravanje pa je vse bolj monotono in predvsem komično. Kljub naturalističnemu slogu se mu je zdel film izumetničen, zmotili pa so ga tudi znani igralci v vsaki majhni vlogi.
Marko Crnkovič je film označil za pornografsko verzijo socialne kritike in stereotipen pogled na slovensko družbo, ter posledico demagoškega, katastrofičnega in poenostavljenega pogleda na gospodarsko krizo. Indoktriniranim je ogled filma odsvetoval, ker so prispevki oddaje Tednik umetniško bolj prepričljivi in iz realnega življenja, neindoktriniranim pa je svetoval, naj denar za vstopnico raje namenijo pomoči potrebnim, ki jim ta mali znesek pomeni več, kot je Möderdorferju milijon in pol evrov denarja za njegov film.
Samo Rugelj je filmu očital klišejskost ter črnobelo delitev sveta na pošastno elito in brezupne reveže. Gorazd Trušnovec je izjavil, da pri nas ne more biti gospodarske krize, če se je za Inferno lahko porabilo toliko denarja, ter da je videl boljše in veliko cenejše tovrstne filme. Po mnenju Igorja Koršiča z AGRFT Inferno ni prepričljiv, čeprav je vanj šlo veliko dela in denarja, ker je Möderdorfer pri načinu pripovedi ostal nekje vmes kljub pozitivnim zgledom iz preteklosti.
Internetni blog Politikis je v Infernu videl napad na Janeza Janšo, ker so v filmu prikazani protesti leta 2012.

### Obisk v kinu
Film je videlo 3.151 gledalcev.

## Zasedba
- Mare: Marko Mandić
- Sonja: Medea Novak
- sin Marko: Marko Bukvič
- hči Andrejka: Lara Volavšek
- Vladimir: Renato Jenček
- direktor Igor Kirov: Jernej Šugman
- medicinska sestra: Jana Zupančič
- mož v črnem, kupec ledvice: Sebastijan Cavazza

## Ekipa
- scenarist in režiser: Vinko Möderndorfer
- producentka: Eva Rohrman
- montažer: Andrija Zafranović
- scenograf: Dušan Milavec
- kostumografinja: Alenka Korla
- maska: Mojca Gorogranc
- oblikovalec zvoka: Julij Zornik

## Nagrade

### Festival slovenskega filma 2014
- vesna za masko
- vesna za zvok

## Izdaje na nosilcih
- Inferno. Ljubljana : Cinemania group, 2015. video DVD